# Miles (film)
Pour les articles homonymes, voir Miles.
Pour plus de détails, voir Fiche technique et Distribution.
Miles est une comédie dramatique américaine réalisée par Nathan Adloff et sortie en 2016.

## Fiche technique
- Titre original : Miles
- Réalisation : Nathan Adloff
- Scénario : Nathan Adloff et Justin D. M. Palmer
- Musique : Justin Bell et Jonathan Levi Shanes
- Photographie : Hunter Baker
- Montage : Yaniv Dabach
- Décors :
- Costumes : Christopher Oroza
- Production : Stephen Israel, Lisa Black, Ash Christian et Ann Clements
  - Producteur délégué : Hunter Baker, Kelly Burkhardt, Monka Casey, Kim DeVenne, Michael Favelle, Grey Sample, Jim Stephens et George Voskericyan
  - Producteur exécutif : Meghan-Michele German
  - Coproducteur : Laura Klein et Charles Solomon Jr.
- Société de production : Cranium Entertainment, American Film Productions, Garnet Girl, Turquoise Horse, Mike the Movie et School Pictures
- Société de distribution : Freestyle Releasing
- Pays de production :  États-Unis
- Langue originale : anglais
- Format : couleur — 2,35:1
- Genre : Comédie dramatique
- Durée : 90 minutes
- Dates de sortie :
  - États-Unis : 
    - 21 mai 2016 (Seattle)
    - 9 juin 2017 (en ligne)

  - Canada : 4 juin 2016 (Toronto)

## Distribution
- Tim Boardman : Miles Walton
- Molly Shannon : Pam Walton
- Stephen Root : Ron Walton
- Will Erat : M. Halversham
- Ethan Phillips : M. Wilson
- Missi Pyle : Leslie Wayne
- Nellie Campbell : Becky Rourke
- William Hill : Dr Meade
- Annie Golden : Rhonda Roth
- Yeardley Smith : Mme Armstrong
- Andi Matichak : Wendy Brazda
- Paul Reiser : Lloyd Bryant
- Giullian Yao Gioiello : Brian
- Romy Rosemont : la stagiaire Dane